# Igreja da Conceição Velha

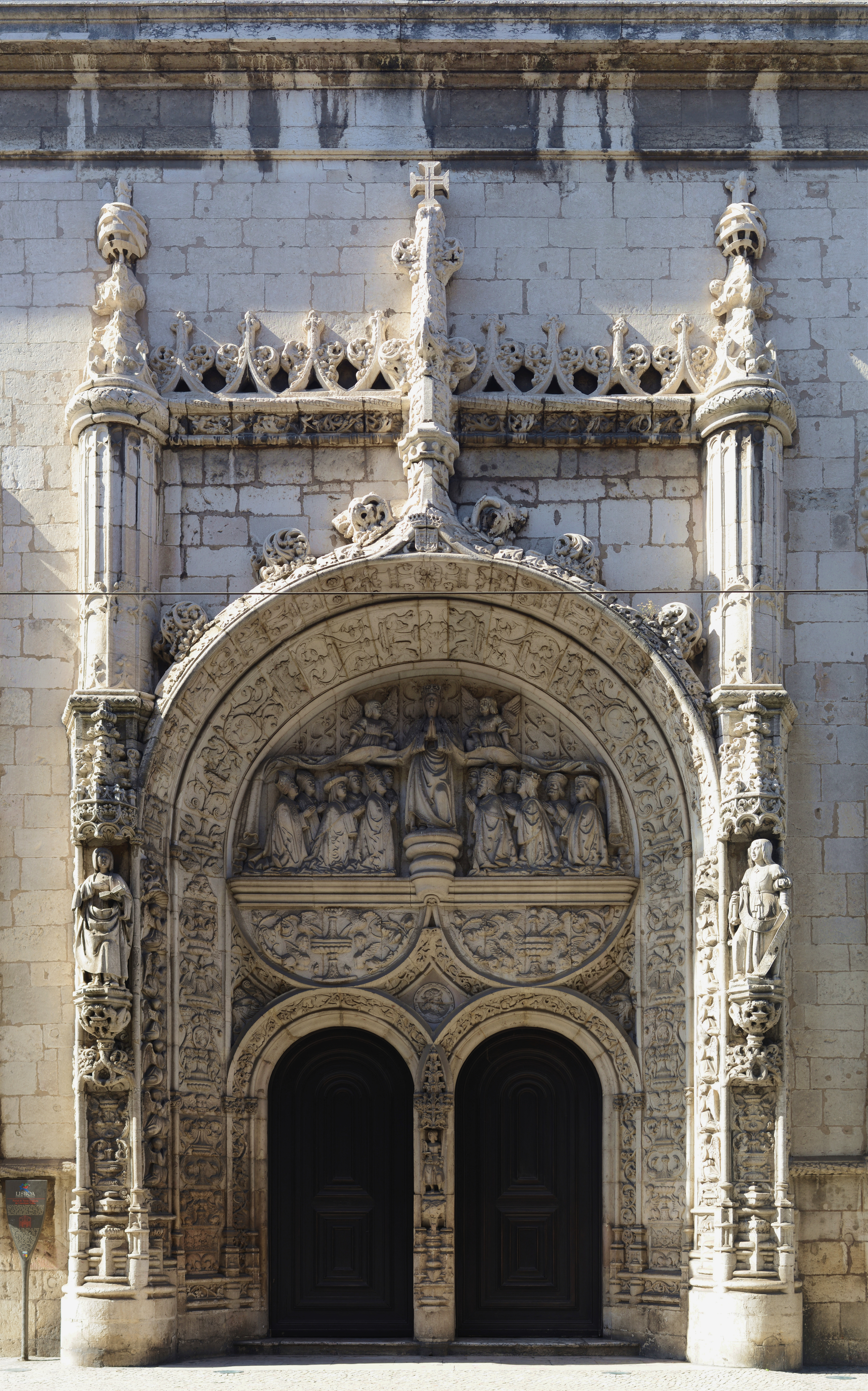
Portal manuelino da Igreja de Nossa Senhora da Conceição Velha. No tímpano esculpido figura Nossa Senhora da Misericórdia com o seu manto cobrindo várias personalidades portuguesas do início do século XVI

A Igreja de Nossa Senhora da Conceição Velha, também designada por Igreja da Santa Casa da Misericórdia de Lisboa, é uma igreja localizada na Baixa de Lisboa, na Rua da Alfândega, perto da Praça do Comércio, na freguesia de Santa Maria Maior.
A igreja combina vários estilos arquitetónicos, resultado da reconstrução realizada após o terramoto de 1755, quando a maioria dos edifícios da cidade foi destruída. A configuração atual resultou da reconstrução após o terramoto da antiga Igreja de Nossa Senhora da Misericórdia de Lisboa, sede da primeira Misericórdia do país. 
A sua fachada é, juntamente com o Mosteiro dos Jerónimos e a Torre de Belém, uma das melhores estruturas do manuelino sobreviventes ao grande terramoto.[carece de fontes?]
Está classificada como monumento nacional desde 1910.

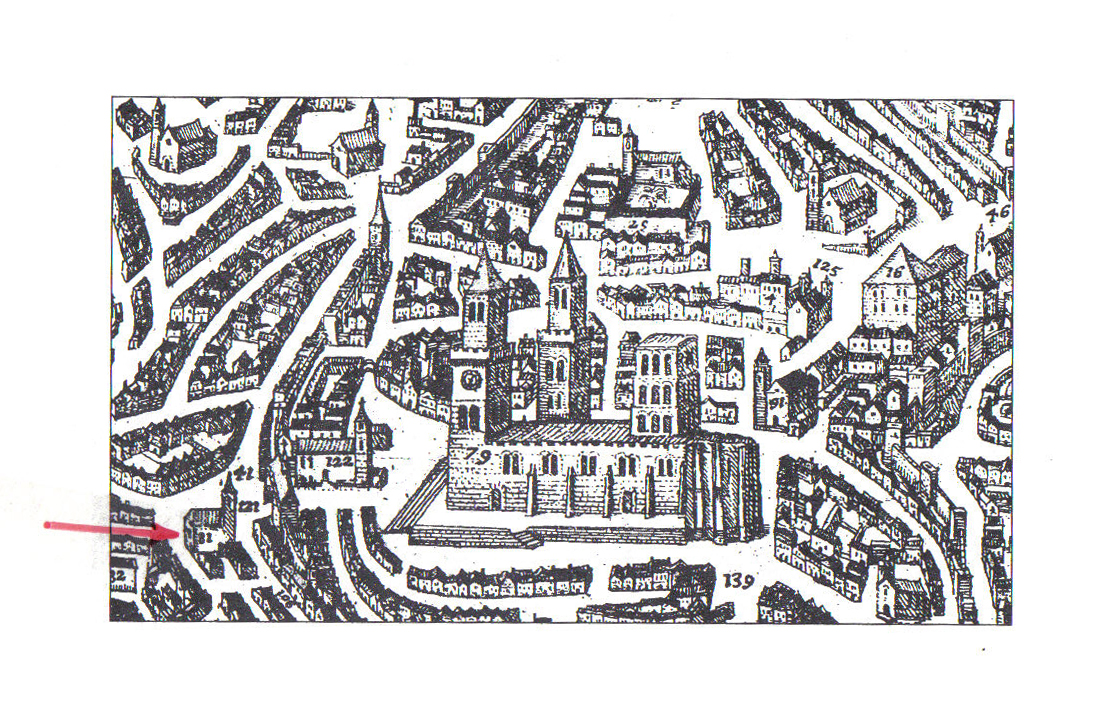
Vista da antiga Igreja de Nossa Senhora da Misericórdia, Georg Braun e Frans Hogenberg, Civitates orbis terrarum (Colónia, 1598), vol. 5

## História
A primitiva igreja existente no local, a Igreja de Nossa Senhora da Misericórdia, era o segundo maior templo da Lisboa manuelina a seguir ao Mosteiro dos Jerónimos, em Belém. Fora mandada edificar por D. Manuel I e concluida em 1534, como sede da Misericórdia instituída em 1498 por iniciativa de Leonor de Viseu, sua irmã e viúva de D. João II de Portugal, e do seu confessor Frei Miguel Contreiras. Quando o templo foi destruído pelo terramoto, os elementos resgatados foram incorporados na nova edificação que passou a chamar-se da Conceição Velha.
Com o terramoto ruiu também a Igreja da Conceição dos Freires, que D. Manuel doara em 1502 aos freires da Ordem de Cristo. Esta igreja fora instituida no lugar da sinagoga após a extinção da Judiaria Grande em 1496. A denominação Igreja da Conceição, passou para a nova igreja reconstruida.
No interior pombalino, possuindo apenas uma nave, a capela do Santíssimo Sacramento da antiga Igreja da Misericórdia corresponde ao altar-mor. Na capela-mor encontra-se um quadro com dedicatória a Nossa Senhora do Restelo, oferta do Infante D. Henrique aos freires. O interior da igreja foi reconstruído no século XVIII e está decorado com azulejos e estuque trabalhado. A autoria é de Francisco António Ferreira Cangalhas e Honorato José Correia.
A Irmandade da Misericórdia foi transferida para Igreja Jesuíta de São Roque. Recebeu este nome para a diferenciar da igreja da Conceição Nova. Pertenceu à Misericórdia até 1768 e até 1834 aos freires de Cristo tiveram-na como templo seu.

## Reabilitação

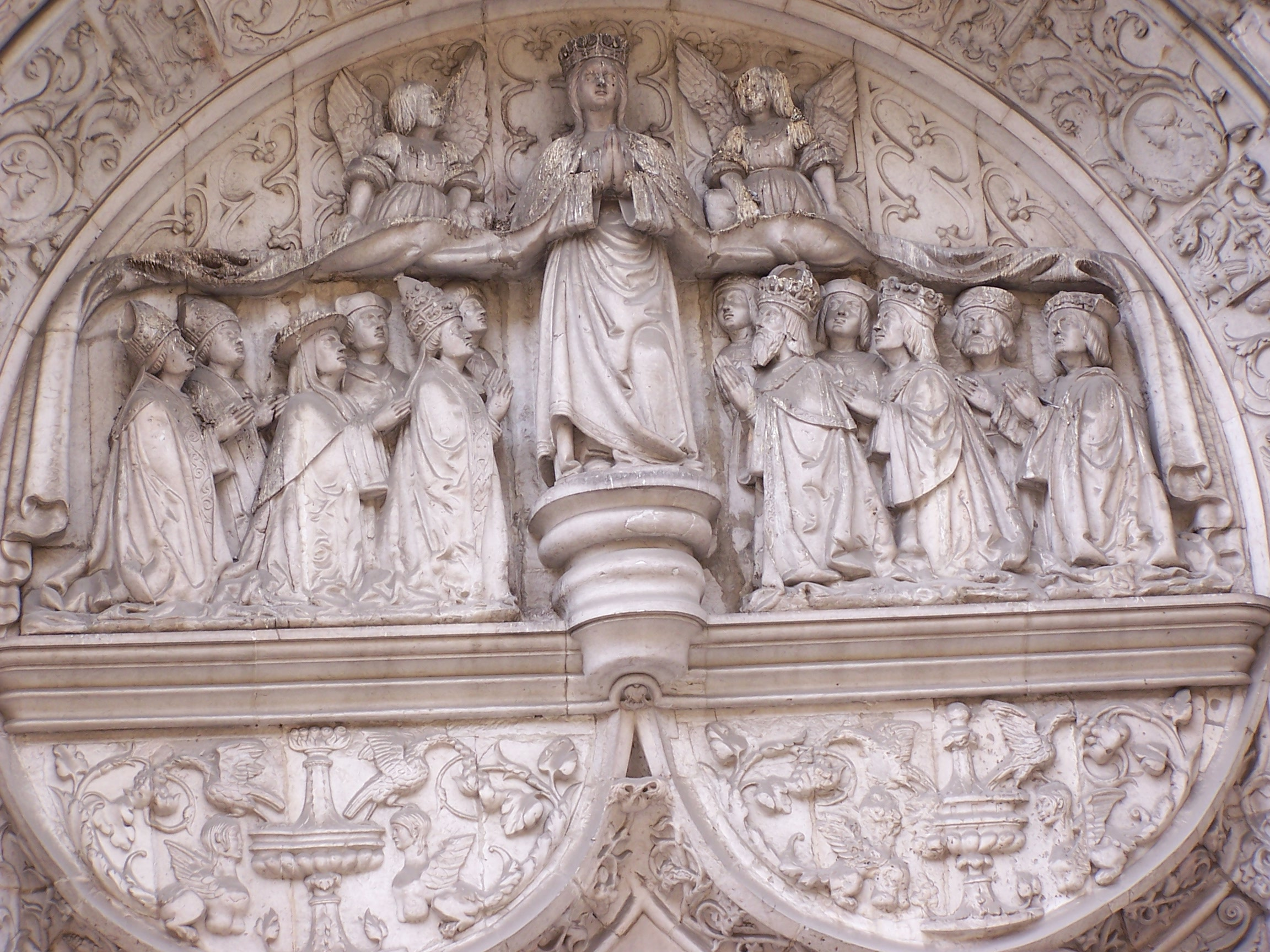
Pormenor do tímpano

Em outubro de 2013, a Santa Casa da Misericórdia de Lisboa anunciou o investimento de 1,1 milhões de euros na sua reabilitação. As obras de restauro avançaram no início de 2014 e no dia 8 de Dezembro desse ano abriu novamente portas a “nova” igreja.